# معركة الجزيرة الخضراء (1278)
معركة الجزيرة الخضراء هي معركة بحرية وقعت في 25 يوليو 1278 بين أسطول مملكة قشتالة بقيادة بيدرو مارتينيز دي في من جهة والأسطول المشترك لسلطنة المغرب وإمارة غرناطة بقيادة أبو يعقوب يوسف الناصر من جهة أخرى. وقعت المعركة عند مضيق جبل طارق وانتهت بانتصار المسلمين.